# Ghazala (Hims)
Ghazala – wieś w Syrii, w muhafazie Hims, w dystrykcie Hims. W 2004 roku liczyła 322 mieszkańców.